# Люткевич, Владислав Вацлавович
Владислав Вацлавович Люткевич (Людкевич) (8 мая 1923 — 26 сентября 1943) — советский военнослужащий, участник Великой Отечественной войны, Герой Советского Союза, командир пулемётного расчёта 198-го гвардейского стрелкового полка (68-я гвардейская стрелковая дивизия, 40-я армия, Воронежский фронт), гвардии сержант.

## Биография
Родился 8 мая 1923 года в городе Пятигорск ныне Ставропольского края.
В Красной Армии с 1942. В боях Великой Отечественной войны с августа 1943 года. Участвовал в Белгородско-Харьковской стратегической наступательной операции и освобождении Левобережной Украины. Особо отличился при форсировании Днепра.
24 сентября 1943 года одним из первых в дивизии вместе с расчётом переплыл Днепр в районе села Балыко-Щучинка Кагарлыкский район Киевской области. Пулемётным огнём с лодки он заставил противника отойти от берега. Быстро установил пулемёт на одном из пригорков на берегу и открыл огонь по врагу, нанеся противнику значительный урон. Своими действиями способствовал переправе всей роты и других подразделений полка.
В одном из боёв 26 сентября 1943 года погиб.
Указом Президиума Верховного Совета СССР от 19 марта 1944 года за мужество, отвагу и героизм гвардии сержанту Люткевичу Владиславу Вацлавовичу присвоено звание Героя Советского Союза.